# Laurêncio
O laurêncio ou lawrêncio (nome dado em homenagem a Ernest O. Lawrence) é um elemento químico sintético, símbolo Lr, número atômico 103 (103 prótons e 103 elétrons) e com massa atómica [262] u. É um elemento radioativo, de curta-duração, transurânico, último elemento do grupo dos actinídeos apesar de estar no bloco d. 
Este elemento foi sintetizado a partir do califórnio com íons de Boro, em 1961 no laboratório Berkeley, Califórnia, Estados Unidos, por uma equipe de cientistas liderada por Albert Ghiorso.

## Características principais
A aparência deste elemento é desconhecida, entretanto, é muito provável ser metálico, sólido, branco prateado ou cinza. Se quantidades suficientes de lawrêncio forem produzidas apresentarão o perigo da radiação. Pouco é conhecido sobre as propriedades químicas deste elemento, porém trabalhos preliminares com alguns átomos indicaram que é semelhante aos actinídeos.
O laurêncio era, e ainda frequentemente é, agrupado na série química dos actinídeos na tabela periódica. Entretanto, ao contrário dos demais actinídeos e dos Lantanídeos, que fazem parte dos metais de transição interna, e igualmente ao Lutécio (71), o elemento 103 é um elemento do bloco d, consequentemente, está sendo colocado cada vez mais no conjunto dos outros elementos do 'bloco D', ou seja, na série química dos metais de transição externa.

## História
O lawrêncio foi descoberto em 14 de fevereiro de 1961 por um grupo de cientistas do "Laboratório Nacional Lawrence Berkeley" (na época "Laboratório de Radiação Berkeley") da Universidade de Berkeley, na Califórnia. Entre os envolvidos no projeto estavam: Albert Ghiorso, Torbjorn Sikkeland, Almon E. Larsh e Robert M. Latimer. O lawrêncio foi produzido num "Acelerador Linear de Íons Pesados" (HILAC), bombardeando-se 3 miligramas de califórnio (3 isótopos diferentes) com íons de boro (isótopos 10B e 11B). Um dos decaimentos detectados nos detectores de estado sólidos revelou uma fonte de emissão de partículas alfa de 8,6 Mev, com meia-vida de 4,2 segundos. Após consequente análise, a irradiação obtida foi atribuída pela equipe de Berkeley ao íon de massa 257 u e número atômico 103. Anunciou-se então a descoberta do "elemento 103", para o qual sugeriu-se o nome Lawrêncio, em homenagem a Ernest O. Lawrence.
Em 1967, pesquisadores em Dubna, Rússia, relataram que não puderam confirmar um emissor de uma partícula alfa, com um período de 2,4 segundos, como sendo o de Z=103, M=257. Entretanto, foi atribuído aos isótopos 258Lr ou 259Lr. Onze isótopos do "elemento 103" foram sintetizados, sendo o 262Lr o de maior meia-vida: 216 minutos (decai em 256Nb). Os isótopos de lawrêncio decaem via emissão alfa (tipo mais comum), fissão espontânea e captura eletrônica (menos comum).
O nome do elemento (lawrêncio), preferido pela "Sociedade Americana de Química", é proveniente de uma homenagem ao cientista Ernest O. Lawrence, inventor do ciclotron. O símbolo "Lw" foi atribuído ao elemento em 1963, porém foi mudado para "Lr" em agosto de 1977 pela IUPAC numa reunião em Genebra. 